# 代斯尼揚卡
51°34′0″N 31°13′7″E / 51.56667°N 31.21861°E

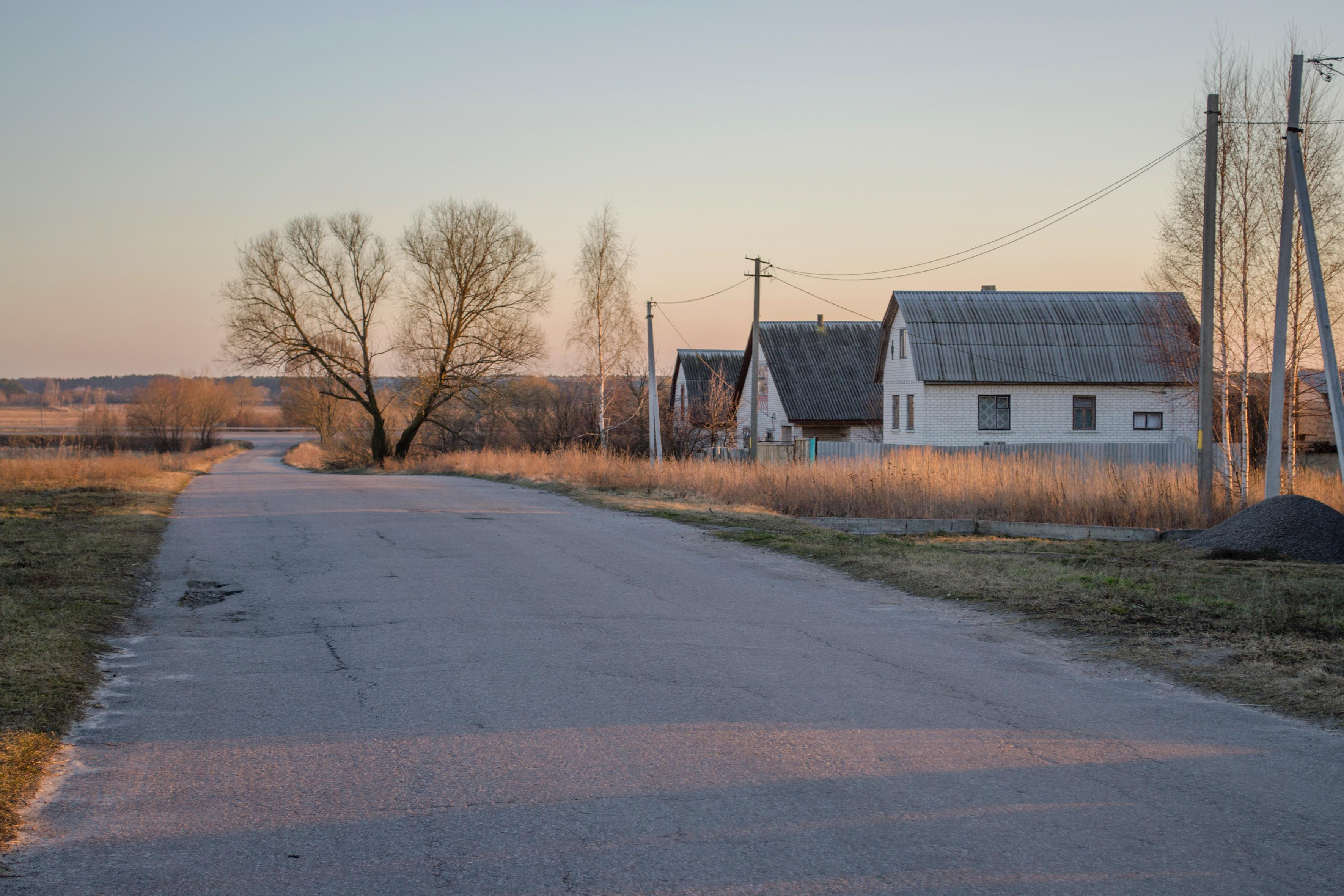

代斯尼揚卡（烏克蘭語：Деснянка），是烏克蘭北部切爾尼希夫州切爾尼希夫區新比洛乌斯市镇的村落。始建於1634年，面積0.11平方公里，海拔高度149米，2001年人口376，人口密度每平方公里3,418.2人。